# Scouting in Suriname
Scouting werd in Suriname in 1910 gevestigd en kwam in 1924 definitief van de grond. Er zijn verenigingen voor jongen en meisjes, ook wel gidsen genoemd.

## Geschiedenis

### Introductie
Op 18 september 1910 kwamen op initiatief van F. Smith, D.J. van Meerendonk en J.C.W. Brunings ruim honderd jongens bijeen in Thalia in Paramaribo. Zij werden begeleid door hun ouders of verzorgers en waren gekozen uit de oudsten van verschillende scholen. Tijdens de bijeenkomst werd de eerste scoutingvereniging van Suriname opgericht, met de naam Surinaamsche Boy Scouts. De afkorting SBS was tevens de afkorting van het devies van de vereniging: steeds bezig siert. Rond dezelfde tijd waren er ook initiatieven om de eerste scoutingvereniging in Nederland op te richten. In Demerara in Brits-Guiana bestond scouting toen al enkele jaren. Tijdens de bijeenkomst deden de jongens de belofte die bestond uit een dozijn regels.
In 1910 bestond ook de Surinaamse Padvinders Organisatie die zich onder meer met korfbal bezighield, evenals het Korps Boy Scouts van Suriname. De padvinderij viel tijdens de Eerste Wereldoorlog uit elkaar en na 1916 was er geen activiteit meer. Dit jaar viel samen met de verdrinking van een padvinder in de Domineekreek in Poelepantje.

### Herintroductie
In 1924 besloot een vriendengroepje in de buurt van het Kerkplein padvinder te spelen. De vader van twee broers was voor de oorlog verbonden geweest aan het Korps Boy Scouts van Suriname. De jongens ontdekten dat ze een leider nodig hadden en vonden die in Dr. Rademaker, die een belangrijke rol had gespeeld bij De Nederlandsche Padvinders (NPV). Bij de eerste oefening op het Kerkplein verscheen hij in het uniform dat hij al die tijd nog bewaard had. De installatie van de eerste circa 100 padvinders vond plaats op 29 juli 1924 in Thalia. Dit wordt beschouwd als de oprichtingsdatum van de NPV in Suriname. Onder hen bevonden zich enkele bekende namen, als Robert en Johan Ferrier en David Findlay. De eerste groep werd de Paarse Dassers genoemd. Johan Ferrier was twee jaar later 16 jaar en inmiddels onderwijzer in Saramacca. Daar richtte hij de Johan Ferrier-groep op, ook wel de Oranje Dassers genoemd, die begin 21e eeuw nog bestaat. Daarna volgden nog de Blauwe, Rode en Gele Dassers.

### Afsplitsing katholieke Verkenners
In 1937 besloot het Nederlandse rooms-katholieke episcopaat dat de katholieke scouts alleen aangesloten mochten zijn bij een organisatie waarvan de gehele leiding katholiek was. Onder protest werden zo de verschillende groepen opgesplitst en werden de Katholieke Verkenners Suriname (KVS) opgericht. Aanvankelijk was er één groep, de Petrus Dondersgroep. Vervolgens gingen parochies bij jongensgroepen die scoutingonderdelen op het programma hadden over tot opname binnen de KVS. Tijdens de Tweede Wereldoorlog functioneerden de Surinaamse scouts onafhankelijk van de Nederlandse vereniging, omdat de Duitse bezetters scouting in Nederland verbood. In 1947 werd voor meisjes het Surinaamse Padvindsters Gilde opgericht dat nauw samenwerkte met het Nederlandse Padvindsters Gilde. Een jaar later volgde de oprichting van het katholieke Gidsen Suriname. Bij de jongens besloot de Surinaamse afdeling van de NPV in 1964 om alleen verder te gaan en richtte de Surinaamse Padvinders Vereniging (SPV) op.

### Samenvoeging en internationale erkenning
De World Organization of the Scout Movement (WOSM) accepteert slechts één scoutingorganisatie per land, waardoor besloten werd om net als in Nederland een overkoepelende padvindersraad op te richten waarin de top van de SPV en KVS samenwerkten. Dit samenwerkingsverband werd in 1968 erkend door de WOSM. Na vier jaar samenwerking gingen beide verenigingen vanaf 23 april 1972 samen verder als de Boy Scouts van Suriname. In 1974 organiseerde de nieuwe vereniging de 5e Caribische Jamboree. De twee meisjesgildes werkten samen in de Surinaamse Padvindsters Raad. Zij kregen in 1972 internationale erkenning.

### Na de onafhankelijkheid
Na de Surinaamse onafhankelijkheid verzwakte de Surinaamse economie en daalde de Surinaamse gulden in waarde. Het werd moeilijk om nog langer aan de contributie van de WOSM te voldoen. De insignes uit het buitenland werden onbetaalbaar en werden vervolgens in eigen beheer gemaakt. Later werden ze door verzamelaars gemaakt en gedoneerd aan Suriname.